# Hősi emlékmű (Makó)

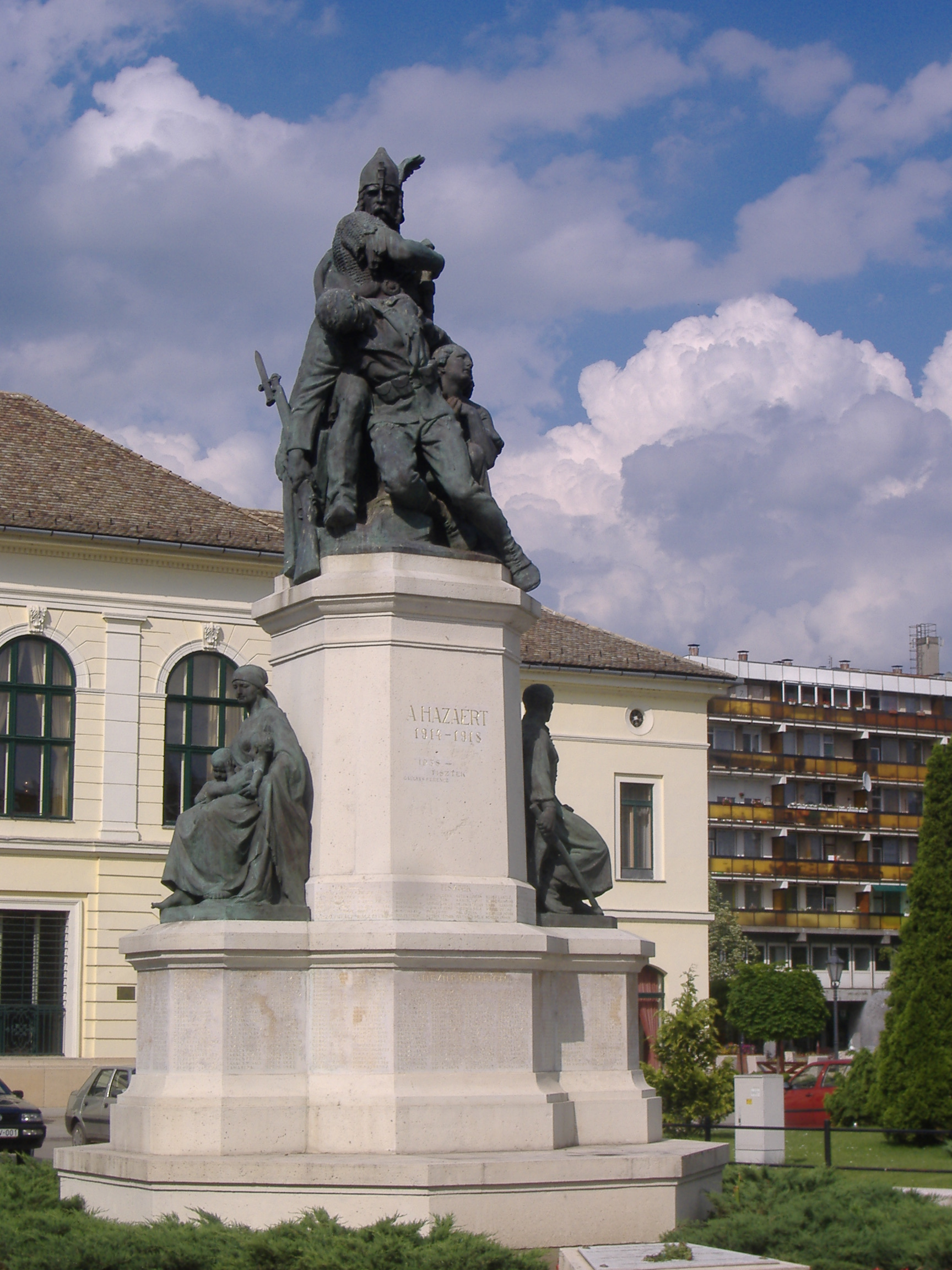
Hősi emlékmű, Pásztor János alkotása

A makói Hősi emlékmű a Belvárosban található, a Széchenyi téren. Az első világháborúban elesetteknek állít emléket.
1921. május 30-án indítványozták először a háborús hősök neveinek megörökítését. A halottak összeírása szeptemberben kezdődött, és hamarosan 102 katona adatai gyűltek össze. Dr. Nikelszky Jenő, a város polgármestere 1923. április 18-án terjesztette elő az emlékmű tervét. A képviselő-testület hárommillió koronát szavazott meg a költségekre. A szükséges pénzösszeg hiányzó részét közadakozásból, jótékonysági előadásból fedezték. A szoborbizottság kiírta a pályázatot, amelyre Kisfaludi Strobl Zsigmond, Szentgyörgyi István és Pásztor János jelentkezett. Az utóbbi művész nyújtotta be végül a nyertes pályaművet. Az összköltségre a város ezúttal 800 millió – addigra jócskán inflálódott – koronát szavazott meg. A makói szoborbizottság 1927. február 26-án kötött szerződést Pásztor Jánossal.
Az anyagminta következő év májusára készült el, a Magyar Országos Képzőművészeti Tanács 1928. december 14-én határozatában végleg engedélyezte a kivitelezést. A szobor lassan készült, problémák adódtak a vésnöki munkával, szállításkor sérülések keletkeztek. Az alkotás – a megrongálódott elemek kicserélése után – végül 1929. augusztus 6-án érkezett a városba. Szeptember 29-én avatták föl, az eseményen jelen volt Dr. Petrovics György országgyűlési képviselő, valamint Horthy Miklós, Magyarország kormányzója.
A haraszti mészkőből készült talapzat oldalaira került föl Makó 798 hősi halottjának neve. Az emlékmű fölső lábazatán a honfoglalás korát idéző ősmagyar vitéz támogatja a sebesült katonát. A szobrász a hazáért mártírhalált halt hős leomló alakját eredetileg aktszerűen akarta ábrázolni, hogy kifejezhesse a hősi tragikumot. A képviselő-testület azonban megvétózta ezt a fajta megjelenítést, és Pásztor Jánost arra kérte, hogy az alakot mint haldokló hős katona ábrázolja. A szoborbizottság döntése értelmében a katona szíjára bal oldalon bajonett került, a jobb kezében lévő tört zászlót fegyverrel volt kénytelen helyettesíteni a művész. Mellettük fohászkodó fiatal nő látható, akiben a hősök halála fölötti gyász kegyeletesen jut kifejezésre.
A jobb oldali mellékalak a hazáért munkára és tettre mindig kész magyar embert ábrázolja. Csikós öltözetű, kezében fokost tart. A szoborbizottság kikötötte, hogy mellékalak fején levő kalapot a makóiak által viselttel kell helyettesíteni.
A bal oldali mellékalak az anyaság szobra, gyermekeivel a békét, a termékenységet, az otthon nyugalmát jeleníti meg. Ezt az alkotást később önálló szoborként Pásztor János a Kerepesi temetőben is fölállíttatta.